# Santos
Santos (wym. /ˈsɐ̃tus/) – miasto w południowo-wschodniej Brazylii, w stanie São Paulo, nad Oceanem Atlantyckim, na przybrzeżnej wyspie São Vicente oraz częściowo na kontynencie. Około 413 tys. mieszkańców (2009).
W mieście rozwinął się przemysł spożywczy oraz samochodowy.
W mieście mają siedzibę kluby piłkarskie Santos FC, Portuguesa Santista i Jabaquara AC.

## Miasta partnerskie
- Shimonoseki, Japonia
- Nagasaki, Japonia
- Triest, Włochy
- Coimbra, Portugalia
- Funchal, Portugalia
- Ansião, Portugalia
- Arouca, Portugalia
- Ushuaia, Argentyna
- Hawana, Kuba
- Taizhou, ChRL
- Ningbo, ChRL
- Konstanca, Rumunia
- Ulsan, Korea Południowa
- Colón, Panama